# 小説ストーリーテラー
小説ストーリーテラー（しょうせつストーリーテラー）は、かつて存在した小説サイトの一つである。厳密には二次創作サイトだが、一次創作サイトとしての割合が強かった。一般的な小説投稿サイトと比較しての特長点が多く、小説サイトよりも寧ろ交流サイトとされていた。略名「ストテラ」

## 概要
完全攻略.ｃｏｍのサブコンテンツがそれぞれに二次小説板を作った事が起源。それからストーリーテラーが開設し、監視人が設置されたが、色々な都合があり監視人は解雇。現在にいたる。利用者の大半が、執筆力が稚拙で未熟な中高生が占めることもあってか、作品の完結率は極めて低かった。末期は一部の板を除いて、ほとんどの板が限界集落的な状態となっており、利用者はほぼいないに等しい状態となっていた。2020年6月頃に突如閉鎖されたが、その際に告知等は一切なかった。